# キャンバス文庫
キャンバス文庫（ - ぶんこ）は、小学館が刊行していた文庫レーベル。年齢層高めのファンタジーを扱うレーベルとして1993年創刊。
「ゼンノーブ異聞」（前田珠子）や「封殺鬼」（霜島ケイ）などヒット作も出たが、新人育成を怠り作家陣の顔ぶれに変化が乏しかったことが原因で読者離れが進み、2000年に終刊が発表された。ただし、その後も「封殺鬼」だけはシリーズ継続となり、2005年まで刊行された。
なお、キャンバス文庫及び姉妹レーベル・パレット文庫（2006年終刊）の路線は2007年創刊のルルル文庫に引き継がれた。

## 主な作品
- クリセニアン年代記（ひかわ玲子）
- 女王陛下シリーズ（秋津透）
- ゼンノーブ異聞（前田珠子）
- 封殺鬼（霜島ケイ） - ルルル文庫へ移行